# Таджики в Пакистане
Таджики в Пакистане (урду تاجیک‎) или Сватийцы (от одноимённого округа Сват) являются коренным иранским народом Хайбер-Пахтунхва, живущим на территории Пакистана.

В Пакистане также есть беженцы-афганские таджики. По данным Министерства штатов и приграничных регионов Пакистана в 2005 году, по меньшей мере 7,3% всех афганцев, проживающих в Пакистане, или примерно 221 000 человек, были отнесены к категории этнических таджиков. Есть также студенты из Таджикистана обучающиеся в пакистанских университетах.

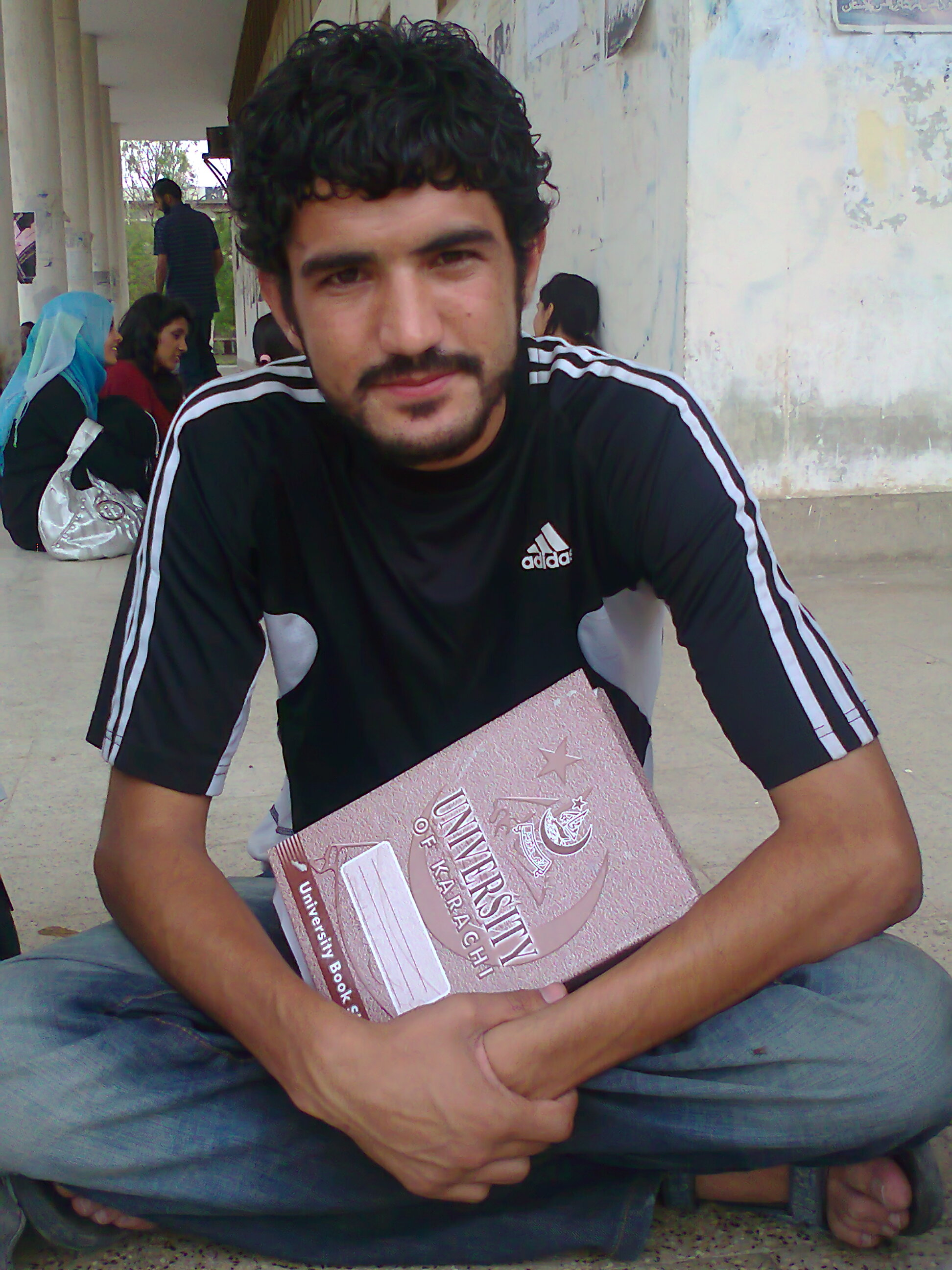
Таджикский студент Карачинского университета
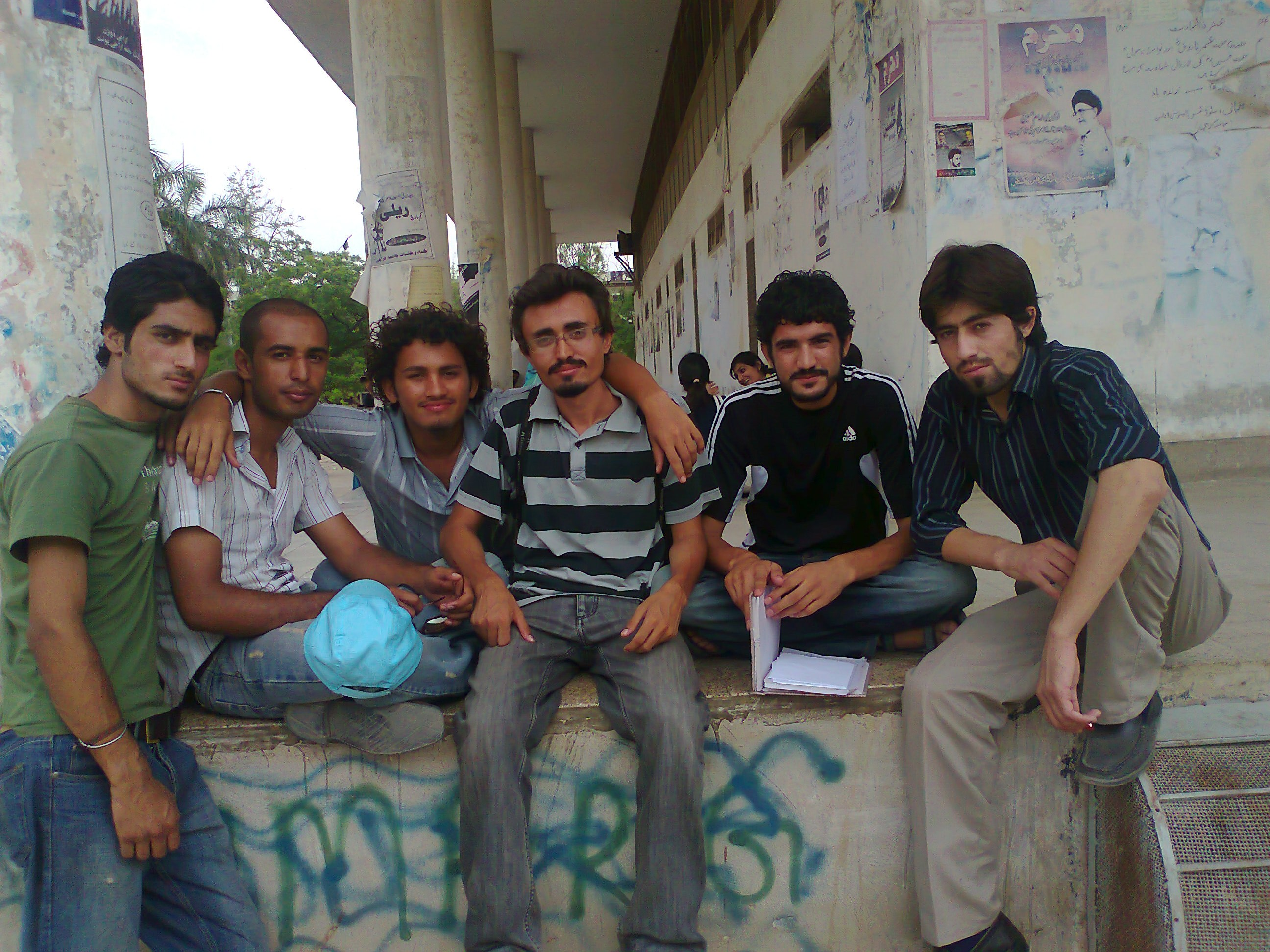
Группа таджикских студентов Карачинского университета

## История
Таджики в Пакистане являются одной из старейших коренных общин региона. Сватийцы — так называют таджиков Пакистана из-за многочисленных семей таджиков проживающих в округе Сват.
Этнические таджики называют себя сватийцами и проживают либо в к крупных городах - Исламабаде и Лахоре, либо в Пенджабе и Хайбер-Пахтунхвае, провинциях, находящихся всего в нескольких сот километров от границы Республики Таджикистан.
Две страны узкой прослойкой разделяют северные регионы Афганистана, также населенные, в основном, таджиками.
Некоторые исследователи полагают, что предки сватийцев поселились здесь ещё во времена Ахеменидской династии, образовав самый дальний рубеж огромной Персидской империи.
Уклад местных таджиков, равно как и множества других народов, населяющих регион, не сильно менялся на протяжении столетий, до прихода в эти края англичан. Британская администрация, не спрашивая мнения у местных, провела свою Линию Дюранда, обозначив границы Афганистана и Пакистана и разделив единую общность таджиков на два государства.
Они были вынуждены ассимилироваться, растворяясь как народ, среди этнического большинства пуштунов, пенджабцев и синдхов. Но при этом сватийцы, как могут, сохраняют свою идентичность.
Так, доктор Нур Хабиб Свати, один из видных деятелей общины в Хайбер-Пахтунхвае, в 2017 году основал движение "Свати Кавм Танзим" или, как он его называет – "служба таджикскому народу Пакистана". Через молодежною организацию "Рустамдар" содействует изучению и распространению родной культуры и языка, который забывается молодым поколением.

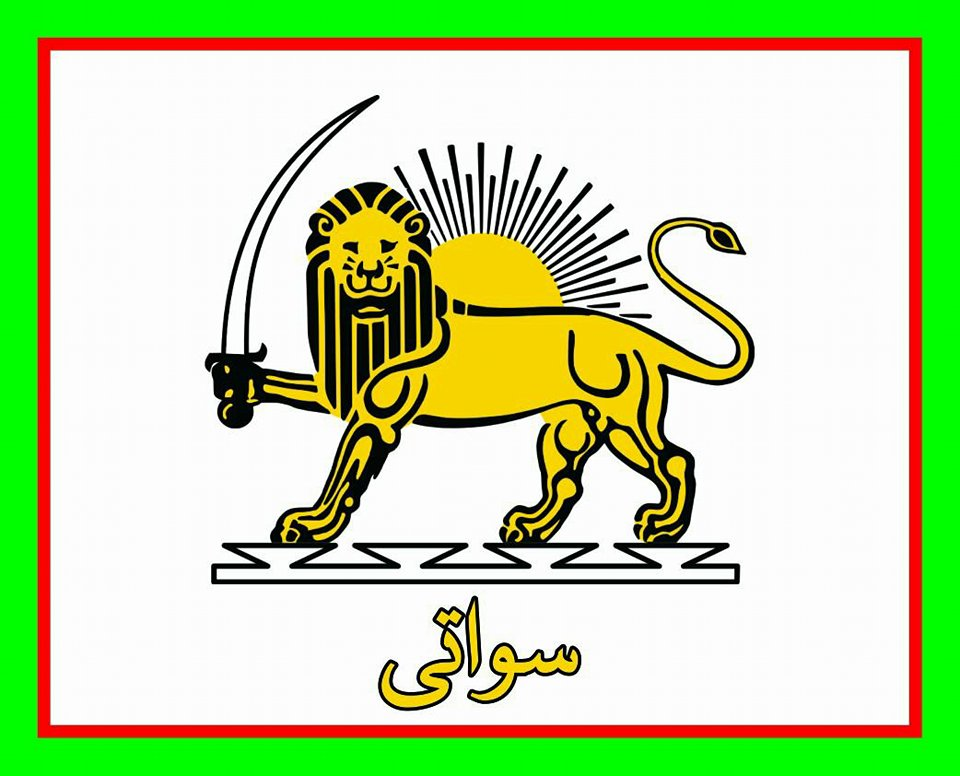
Неофициальный флаг таджиков Пакистана, созданная организацией Нур Хабиба Свати, надпись "سواتی" (лат. svati) в переводе с урду - сватийцы

Численность "Свати Кавм Танзим" составляет несколько тысяч человек – не так уж и много, учитывая, что всего в Пакистане по неофициальным данным проживает порядка 1 миллиона этнических таджиков (2024). 
Многие таджики Пакистана ассимилировались с пуштунскими племенами и фактически сватийцев причисляют к пуштунам.

## Расселение
Большинство коренных таджиков (сватийцев) живёт в провинции Хайбер-Пахтунхва, в первую очередь в таких округах, как: Сват, Пешавар, Читрал, Верхний Дир, Баджаур и др.
Небольшое количество таджиков афганского происхождения можно также встретить в провинции Белуджистан и её городах: Кветта, Калат, Хуздар и др. В Кветте таджики работают в основном на канцелярских работах и в качестве учителей. Они были богаче по социально-экономическому статусу по сравнению со своими афганскими коллегами из других этнических групп .

## Численность
По данным УВКБ за 2005 год в Пакистане проживало 221 725 таджиков, но это число беженцев-афганцев, а коренных таджиков-сватийцев по неофициальным данным может насчитываться порядка 1,3 миллионов

## Язык
Таджики или же Сватийцы, живут в разных этнических зонах Пакистана, абсолютно большинство из них не знают персидского языка. В Свате и его окрестностях, включая Пешаварскую долину, таджики говорят на пушту, но в Хазаре, через реку Синд, около 40 % говорят на хиндко, другой вид пенджабского языка, а также пушту. Многие таджики Белуджистана, округа Калат, Сиби и Хуздар говорят на белуджском языке . Таджики Лоралай и Харнай говорят на языке пушту.

## Известные таджики Пакистана
Абдулл Саттар Афгани  —  двукратный мэр Карачи и член Национальной ассамблеи Пакистана; афгано-таджикского происхождения.
Хадия Тайик (норв. Hadia Tajik, произносится как Таджик)  —  норвежский журналист, юрист, политический и государственный деятель. Заместитель лидера Рабочей партии. Действующий министр труда и социальных дел Норвегии с 14 октября 2021 года. В прошлом — министр культуры Норвегии (2012—2013), самый молодой (29 лет) министр в истории страны и первая мусульманка в правительстве.